# Animal (R.I.O.)
Animal is een single van R.I.O. en U-Jean. In het nummer worden samples gebruikt van de hitsingle Levels van Avicii. Manuel Reuter, de producer van R.I.O., bewerkte deze samples tot een volledig nieuwe beat. Het nummer kwam op 21 januari 2012 binnen in de Nederlandse Single Top 100 op de 71ste plaats.

## Hitnoteringen

### Nederlandse Top 40
| Hitnotering: 28-01-2012 t/m 17-03-2012 | Hitnotering: 28-01-2012 t/m 17-03-2012 | Hitnotering: 28-01-2012 t/m 17-03-2012 | Hitnotering: 28-01-2012 t/m 17-03-2012 | Hitnotering: 28-01-2012 t/m 17-03-2012 | Hitnotering: 28-01-2012 t/m 17-03-2012 | Hitnotering: 28-01-2012 t/m 17-03-2012 | Hitnotering: 28-01-2012 t/m 17-03-2012 | Hitnotering: 28-01-2012 t/m 17-03-2012 | Hitnotering: 28-01-2012 t/m 17-03-2012 |
| Week:                                  | 1                                      | 2                                      | 3                                      | 4                                      | 5                                      | 6                                      | 7                                      | 8                                      |                                        |
| -------------------------------------- | -------------------------------------- | -------------------------------------- | -------------------------------------- | -------------------------------------- | -------------------------------------- | -------------------------------------- | -------------------------------------- | -------------------------------------- | -------------------------------------- |
| Positie:                               | 33                                     | 32                                     | 32                                     | 26                                     | 33                                     | 32                                     | 33                                     | 38                                     | uit                                    |

### NederlandseSingle Top 100
| Hitnotering: 21-01-2011 t/m 24-03-2012 | Hitnotering: 21-01-2011 t/m 24-03-2012 | Hitnotering: 21-01-2011 t/m 24-03-2012 | Hitnotering: 21-01-2011 t/m 24-03-2012 | Hitnotering: 21-01-2011 t/m 24-03-2012 | Hitnotering: 21-01-2011 t/m 24-03-2012 | Hitnotering: 21-01-2011 t/m 24-03-2012 | Hitnotering: 21-01-2011 t/m 24-03-2012 | Hitnotering: 21-01-2011 t/m 24-03-2012 | Hitnotering: 21-01-2011 t/m 24-03-2012 | Hitnotering: 21-01-2011 t/m 24-03-2012 | Hitnotering: 21-01-2011 t/m 24-03-2012 |
| Week:                                  | 1                                      | 2                                      | 3                                      | 4                                      | 5                                      | 6                                      | 7                                      | 8                                      | 9                                      | 10                                     |                                        |
| -------------------------------------- | -------------------------------------- | -------------------------------------- | -------------------------------------- | -------------------------------------- | -------------------------------------- | -------------------------------------- | -------------------------------------- | -------------------------------------- | -------------------------------------- | -------------------------------------- | -------------------------------------- |
| Positie:                               | 71                                     | 67                                     | 52                                     | 47                                     | 60                                     | 53                                     | 52                                     | 75                                     | 64                                     | 82                                     | uit                                    |